# 札幌税関検査事件
札幌税関検査事件（さっぽろぜいかんけんさじけん）は、1974年に外国から輸入を企図した表現物が、関税定率法に定める「風俗を害すべき書籍、図画」に該当する（輸入禁制品）とされた行政処分に対し、処分が日本国憲法第21条（表現の自由、検閲の禁止）に違反するとして、その取り消しを求めた行政訴訟（取消訴訟）。関税定率法規定の違憲性の有無が争点となった。

## 概要
1974年、原告はアメリカと西ドイツの商社を通じ、映画フイルム、雑誌、カタログ、および目録の輸入を企図し、札幌中央郵便局に郵便物として到着した。これらの物品には性行為や性器などの描写が含まれており、函館税関札幌税関支署長は関税法第76条の3号物品（公安又は風俗を害すべき書籍、図画、彫刻物その他の物品）に該当する輸入禁制品であるとして原告に通知し、その後原告が関税定率法第21条4項に基づいた申し出も函館税関長が棄却した。
一審の札幌地方裁判所は、1980年3月25日、この税関検査を日本国憲法第21条2項の禁止する検閲にあたるとして通知を取り消す判決を下した。しかし、控訴審の札幌高等裁判所は1982年7月19日に、検閲に当たらないとして一審判決を取り消した。
原告は上告し、最高裁判所は1984年12月12日の大法廷判決で、規制された表現物は国外ですでに発表済みであり発表の機会が全面的に奪われるものではないこと、税関検査は思想を規制するものではないこと、税関長の通知には司法審査の機会が与えられており行政権が最終ではないことから、日本国憲法第21条2項にいう検閲にはあたらないとした。